# PGC 13529
LEDA/PGC 13529 ist eine irreguläre Galaxie vom Hubble-Typ IBm im Sternbild Fornax am Südsternhimmel, die schätzungsweise 72 Millionen Lichtjahre von der Milchstraße entfernt ist. Vermutlich bildet sie gemeinsam mit NGC 1412 bildet sie ein gravitativ gebundenes Galaxienpaar.
Im selben Himmelsareal befindet sich u. a. die Galaxie NGC 1398.